# Yangtze River Pharmaceutical Group
Yangtze River Pharmaceutical Group (YRPG) — китайская фармацевтическая компания. Штаб-квартира находится в городе Тайчжоу (провинция Цзянсу). Производит как средства традиционной китайской медицины, так и современные препараты.

## История
Компанию основал в 1971 году Сюй Цзинжэнь (Xu Jingren, 1944—2021). Компания названа по реке Янцзы, в дельте которой находится Тайчжоу. Первоначально была небольшим предприятием, производившим витамины, антибиотики и средства традиционной китайской медицины. Поворотным моментом в истории компании стала эпидемия гепатата А в Шанхае, для борьбы с которой правительство заказало Сюй Цзинжэню крупную партию экстракта лечебного чая Баньланьгэнь. Постепенно YRPG выросла в одну из крупнейших фармацевтических компаний Китая (с 2014 по 2019 год крупнейшую). В апреле 2021 года компания была оштрафована на 764 млн юаней ($117 млн) за картельный сговор в отношении ряда препаратов. После смерти Сюй Цзинжэня в июле 2021 года компанию возглавил его сын, Сюй Хаою (Xu Haoyu), работающий в YRPG с 1994 года